# Općina Kozje
Općina Kozje (slo.:Občina Kozje) je općina u istočnoj Sloveniji u pokrajini Štajerskoj i statističkoj regiji Savinjskoj. Središte općine je naselje Kozje sa 738 stanovnika.

## Zemljopis
Općina Kozje nalazi se u istočnom dijelu Slovenije i pogranična je ka Hrvatskoj. Općina obuhvaća središnji dio brežuljkaste pokrajne Kozjansko, u dolini rijeke Sutle.
U općini vlada umjereno kontinentalna klima. Najvažniji vodotok u općini je rijeka Sutla, koja protiče istočnom granicom općine. Druga po važnosti, ali središnje postavljena je rječica Bistrica. Svi ostali vodotoci su mali i njihovi su pritoci.

## Naselja u općini
Bistrica, Buče, Dobležiče, Drensko Rebro, Gorjane, Gradišče, Gubno, Ješovec pri Kozjem, Klake, Kozje, Lesično, Ortnice, Osredek pri Podsredi, Pilštanj, Podsreda, Poklek pri Podsredi, Topolovo, Vetrnik, Vojsko, Vrenska Gorca, Zagorje, Zdole, Zeče pri Bučah

## Vanjske poveznice
- Službena stranica općine